# Frank Majuri
Francesco „Fat Frank“ Majuri (* 18. April 1909; † 1983) war ein italoamerikanischer Mobster der US-amerikanischen Cosa Nostra und Mitglied der DeCavalcante-Familie, die mit ihrem Hauptsitz aus Elizabeth (New Jersey) agiert. Frank Majuri war der Vater von Charles „Big Ears“ Majuri, welcher der Familie als ranghoher Capo in der Newark (New Jersey)-Fraktion dient.

## Karriere
Frank Majuri lebte in Elizabeth (New Jersey) und heiratete Carmela Camiano.
Er war der Bruder von John, Vincent, Anthony, Louis und seiner Schwester Bessie.
Er gab an, Vorarbeiter bei C.F. Brown & Co. im Tremley Point von Linden (New Jersey) zu sein.
Ab dem Jahr 1955 wurde Majuri – unter dem Regime von Familienoberhaupt Filippo Amari – zum Capo und im Jahr 1956 zum Underboss befördert. Amaris Amtszeit erwies sich jedoch als sehr kurz, da zwischen der Elizabeth- und der Newark-Fraktion interne Rivalitäten entstanden und Amari durch seinen Underboss Nicholas Delmore ersetzt werden sollte. Delmore nahm 1957 gemeinsam mit Majuri und Louis LaRasso (Elisabeth-Fraktion) an dem berühmten Apalachin-Meeting teil. Delmore wurde offiziell Boss, LaRasso wurde neuer Underboss und Majuri zum neuen Consigliere befördert.
Unter der Amtszeit von Familien-Namensgeber Sam DeCavalcante wurde er zusammen mit Majuri zwei der mächtigsten Mafiosi in New Jersey und sie verdoppelten die Mitgliederzahl und Profite der Familie.
Nachdem DeCavalcante im Jahr 1982 in den Halbruhestand gegangen und als Boss zurückgetreten war, übernahm Giovanni Riggi die Kontrolle über die Familie und beförderte Stefano Vitabile zum neuen Consigliere. Ein Jahr später starb Francesco „Fat Frank“ Majuri eines natürlichen Todes.